# Encyclia aspera
Encyclia aspera är en orkidéart som först beskrevs av John Lindley, och fick sitt nu gällande namn av Rudolf Schlechter. Encyclia aspera ingår i släktet Encyclia och familjen orkidéer. Inga underarter finns listade i Catalogue of Life.